# Acampe praemorsa
Acampe praemorsa är en orkidéart som först beskrevs av William Roxburgh och som fick sitt nu gällande namn av Ethelbert Blatter och Yale Mervin Charles McCann.
Acampe praemorsa ingår i släktet Acampe och familjen orkidéer. Inga underarter finns listade i Catalogue of Life.

## Bildgalleri

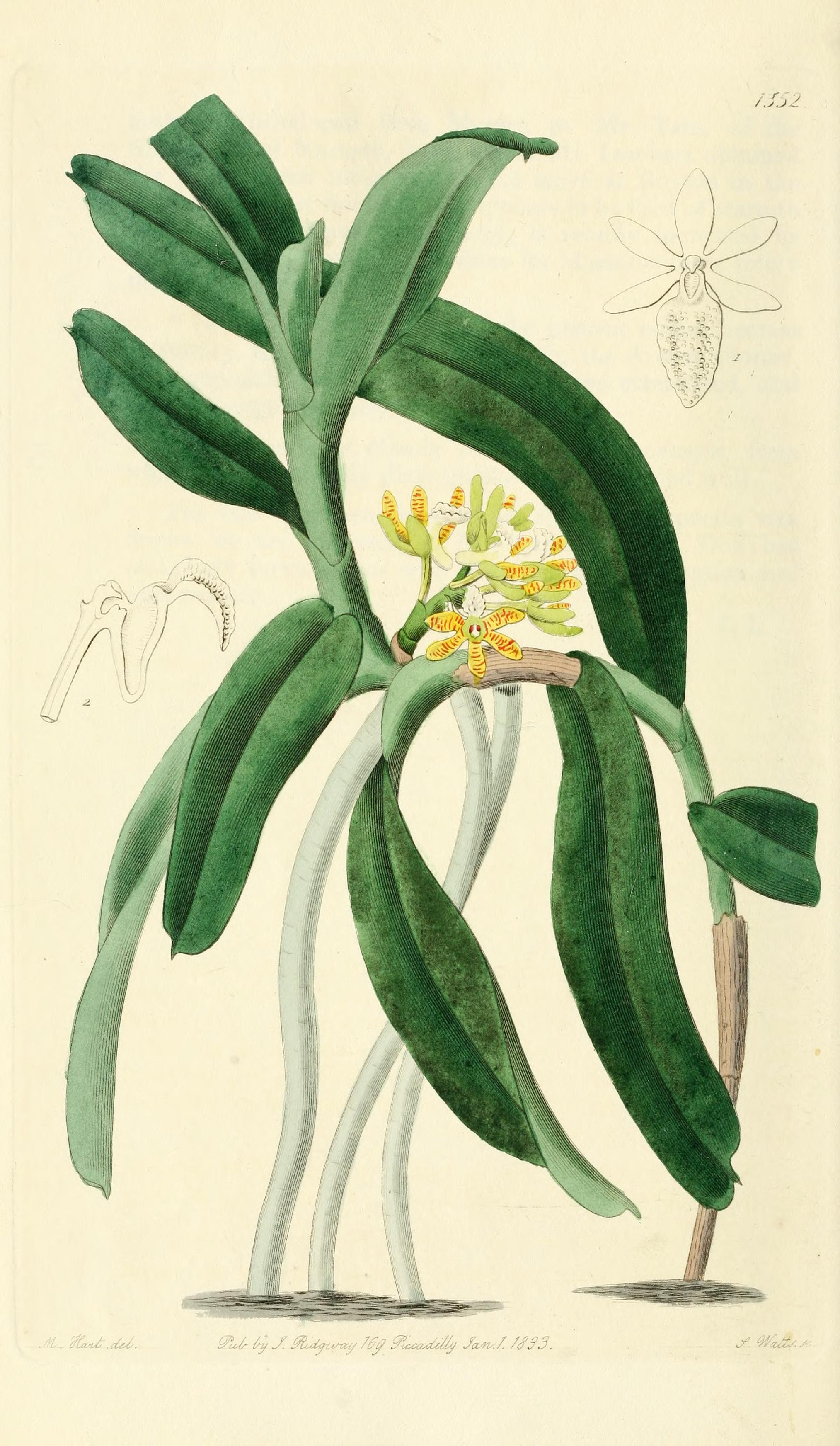